# Musokios
Musokios, Mousokios (gr. Μουσώκιος VI w.) – wódz słowiańskiego plemienia Sklawinów, znany z relacji Teofilakta Symokatty.
Musokios pojawia się w kontekście wyprawy odwetowej bizantyjskiego generała Priskosa na innego wodza sklawińskiego, Ardagasta, która miała miejsce ok. 592 roku. Teofilakt Symokatta informuje, że obaj słowiańscy władcy mieli pozostawać w przyjaznych stosunkach i po rozgromieniu Ardagasta przez wojska bizantyjskie Musokios próbował udzielić mu zbrojnej pomocy. Na skutek zdrady został pojmany i trafił w ręce wroga.
Imię słowiańskiego wodza, zapisane w oryginale jako Μουσοκιος, próbuje się odczytywać jako Mużok lub Musok oraz Mężyk.